# Akháb
Akháb (néha Ahab vagy Acháb, héberül אַחְאָב, latin szövegekben Achab) Izrael királya, Omri fia és utódja (uralkodásának ideje vitatott, William F. Albright ezt a Kr. e. 869-850 évekre datálja, E. R. Thiele szerint Kr. e. 874–853, Michael D. Coogan szerint Kr. e. 871–852). Jelentős politikus volt, akinek uralkodása alatt nagyarányú építkezések folytak, az ország katonailag és kereskedelmileg is sokat fejlődött.

## Élete
Megszilárdította Izrael viszonyát a föníciaiakkal (a türoszi király lányát, Izebelt vagy Jezabelt feleségül vette), a délen fekvő Júdai Királysággal is szövetséget kötött és egyik lányát, Atáliát, Jósafát júdai király fiához, Jórámhoz adta nőül. A külpolitika területén legtöbbször a damaszkuszi királysággal került konfliktusba, de többnyire sikeresen visszaverte az országába betörő  Hadad-Ezrá (más néven II. Ben-Hadad) arámi király seregeit, akit egy alkalommal foglyul is ejtett, és csak jelentős engedményekért cserében bocsátott szabadon (az izraeli kereskedők külön kereskedelmi negyedet kaptak Damaszkuszban, továbbá Hadad-Ezrá ekkor lemondott több határmenti városról). Kr. e. 854-ben egy arámiak ellen indított csatában megsebesült és meghalt. Halála után fia, Akházjáhu foglalta el a trónt. Amennyiben a Tel Dán-sztélé bizonytalan rekonstrukciójú szövege róla szól, akkor azt a sztélét az ő legyőzője állította.
A Biblia többnyire elítélően nyilatkozik róla (1Kir. 16-22 részek). Mivel (valószínűleg politikai okokból, a föníciaiakhoz fűződő kapcsolatai miatt) eltűrte és sok esetben támogatta az Izraelben egyre jobban terjedő Baál-kultuszt, és nem ragaszkodott a szigorú egyisten-hithez, ezért a bibliai Királyok könyve negatív színben tünteti fel az uralkodót; feleségét, Izebelt bedig a hagyományos Jahve-kultusz engesztelhetetlen ellenségeként mutatja be. A Biblia szerint az ő uralkodásának idejére tehető Illés próféta működése.